# Claudia Magliano
Claudia Magliano (Montevideo,  30 de enero de 1974) es una escritora y profesora uruguaya.

## Carrera

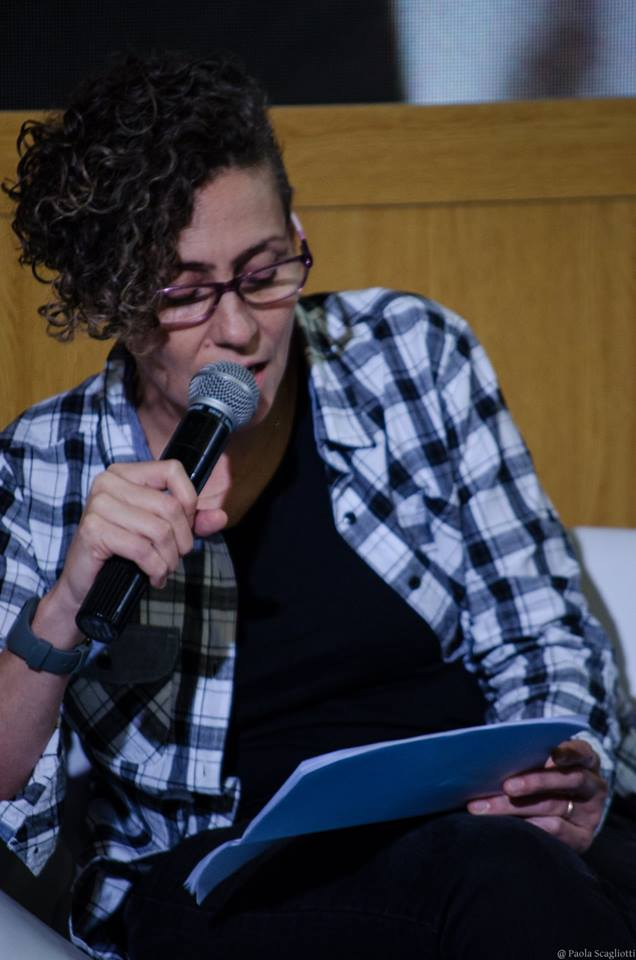
Claudia Magliano en el concurso de "Lectura de poesía".

Magliano es poeta y profesora de literatura egresada del Instituto de Profesores Artigas (IPA). 
Participó del concurso Cantá Odiosa, organizado en el IPA con tres textos los cuales son premiados y editados en la revista Canté Odiosa, 2002.
Su primer libro Nada (2005) fue premiado en el concurso de Poesía de la Asociación de Bancarios (AEBU) y la Casa de los Escritores del Uruguay, en 2005. Su segundo libro Res ha sido publicado por Ático Ediciones en diciembre de 2010 y obtuvo el Primer Premio de Poesía Édita del Ministerio de Educación y Cultura del Uruguay (MEC), edición 2012.
En 2016 obtuvo una mención en poesía inédita en los Premios Anuales de Literatura del Ministerio de Educación y Cultura de Uruguay (MEC) por el libro El corazón de las ciruelas (2017), coeditado  por Ático y Civiles iletrados en 2015. En 2019 obtuvo una mención en el mismo premio y con este mismo libro, pero en la categoría éditos.

## Libros
- 2005, Nada (AEBU, Uruguay)  Premiado en el concurso de Poesía de la Asociación de Bancarios (AEBU) y la Casa de los Escritores del Uruguay
- 2010, Res (Ático Ediciones, Uruguay)  Primer Premio de Poesía Édita del Ministerio de Educación y Cultura del Uruguay.
- 2017, El corazón de las ciruelas (Civiles Iletrados-Ático Ediciones, Uruguay) Mención en poesía inédita, Premios Anuales de Literatura 2016 del Minsiterio de Educación y Cultura, Uruguay; Mención en poesía édita, Premios Anuales de Literatura 2019 del Minsiterio de Educación y Cultura, Uruguay
- 2019, Lo trágico es el olvido (Letras Cascabeleras, España)
- 2019, Aquí habita la calma (La Coqueta, Uruguay)